# Pietro García Bernal
Pietro García Bernal C.M.F., in spagnolo Pedro García Bernal (Santa Cruz de la Salceda, 27 aprile 1911 – Barbastro, 13 agosto 1936), è stato un religioso spagnolo, martirizzato a Barbastro durante la Guerra civile spagnola e venerato come beato dalla Chiesa cattolica.

## Biografia
Nacque a Santa Cruz de la Salceda presso Burgos, nella comunità autonoma di Castiglia e León il 27 aprile 1911. Entrò nel seminario claretiano di Alagón nel 1923 e, a termine degli studi ginnasiali, si trasferì a Vic per vestire l'abito religioso e iniziare il noviziato. Coltivò il canto gregoriano e divenne direttore dela "schola" de collegio. In una lettera esprime la sua grande emozione per essere stato ammesso alla professione dei voti che emise il 15 agosto del 1928. Tre anni dopo, al lasciare il seminario di Solsona dove aveva studiato filosofia, scriveva:
Vi piacerebbe sapere qual'é il mio stato d'animo circa la situazione politica presente. Finora non è successo niente, la vita é trascorsa ordinata e serena. C'é pericolo? Forse no, ma fondato timore sì. L'orizzonte si oscura sempre più. Preghiamo con insistenza perché Dio ponga rimedio a tutti i mali.»
In una lettera ala famiglia, scritta l'8 maggio 1932, esprimeva tutta la sua gioiosa riconoscenza a Dio per la vocazione missionaria:
Ebbe periodi di basso profitto durante gli studi, favoriti dal carattere riservato e a tratti ombroso, a cui reagì con tutte le forze in particolar modo all'avvicinarsi dell'Ordinazione sacerdotale.
Nel luglio 1936 aveva terminato il ciclo di studi e si preparava a ricevere l'ordinazione, ma dovette posticipare a causa del fatto che non aveva ancora prestato servizio militare.
Allo scoppio della guerra civile, il seminario venne assaltato e perquisito dalle milizie anarchiche per cercare delle armi. Insieme alla maggior parte dei confratelli Pietro venne arrestato e rinchiuso nel salone degli atti accademici della scuola degli Scolopi, che divenne la loro prigione improvvisata.
Firmò la lettera di offerta alla Congregazione con queste parole:
(Pedro García Bernal, Firma sulla lettera di offerta alla Congregazione)

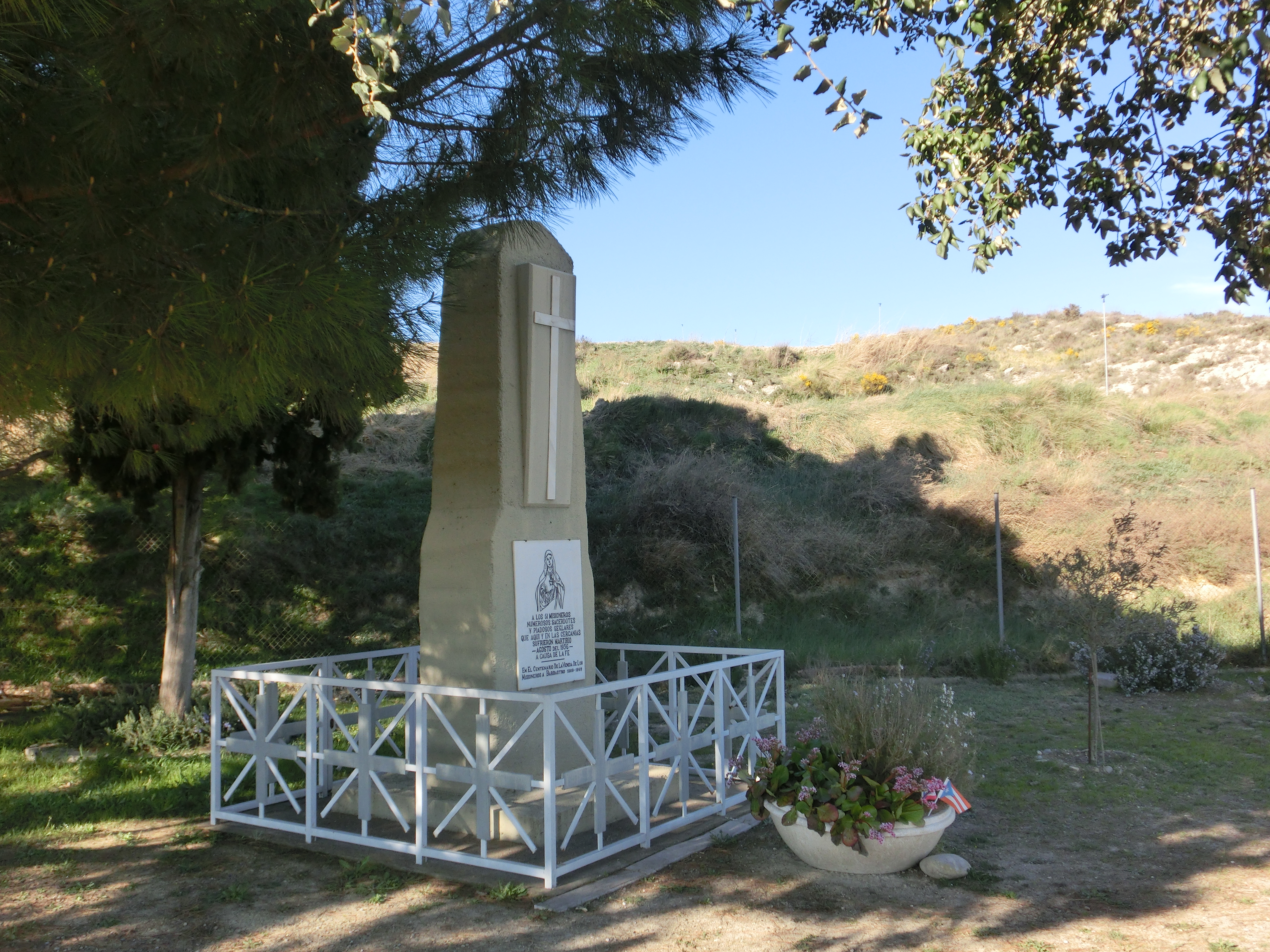
Monumento funebre nel luogo della fucilazione

Insieme a 19 suoi confratelli, Pietro venne fucilato nelle prime ore del 13 agosto 1936 sul ciglio di una strada fuori città. I loro corpi sono stati gettati in una fossa comune nel cimitero di Barbastro, ricoperti da calce e da terra.
Nel 2013 è uscito un film sulla vicenda intitolato Un Dio vietato per la regia di Pablo Moreno.

## Culto

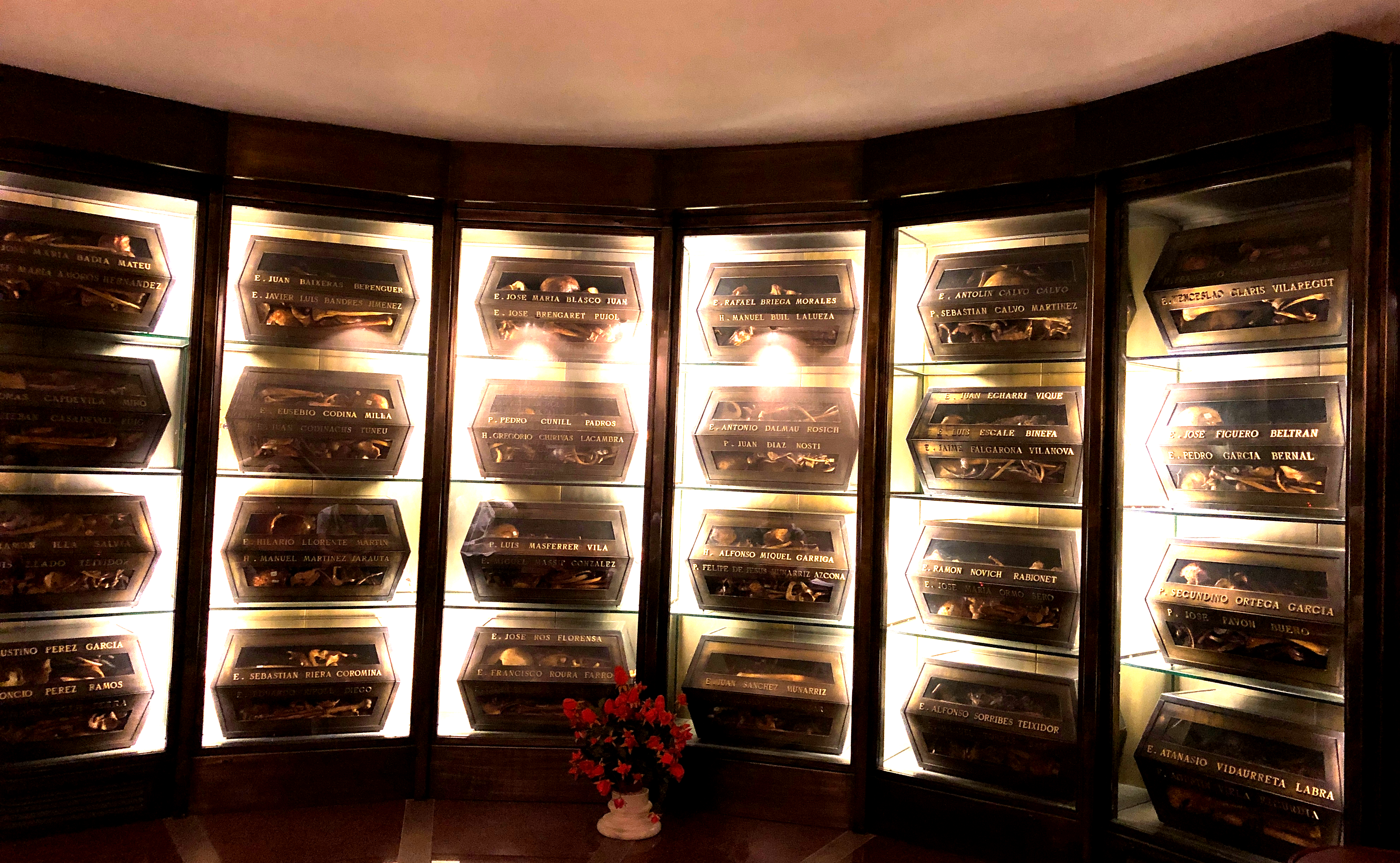
Cripta ubicata sotto all'altare della chiesa annessa al museo dei martiri Claretiani di Barbastro

Dopo la guerra i resti dei martiri furono riesumati dalle fosse comune e, grazie a delle medagliette metalliche cucite sulle loro tonache, è stato possibile risalire ai nomi delle singole persone. I resti sono composti in teche e si possono oggi venerare nella cripta della chiesa annessa al museo.
Il 20 maggio 1947 nella diocesi di Barbastro si aprì il processo informativo circa il martirio che si chiuse il 23 settembre 1949. L’8 febbraio 1961, invece, fu promulgato il Decreto sugli scritti. La dichiarazione di validità del processo, con Decreto del 9 febbraio 1990, portò alla trasmissione della “Positio super martyrio” alla Congregazione delle Cause dei Santi nello stesso anno.
A seguito della riunione della commissione teologica che si tenne il 4 febbraio 1992 e di quella dei cardinali e vescovi della Congregazione si arrivò, il 7 marzo 1992, alla promulgazione del Decreto sul martirio. La beatificazione avvenne a Roma, ad opera di Giovanni Paolo II, il 25 ottobre 1992.
La Chiesa cattolica lo ricorda il 13 agosto.